# Paco Ugalde
Francisco Ugalde Pardo (Tarazona, Zaragoza, 1903 — Madrid, 22 de diciembre de 1978), conocido como Paco Ugalde, fue un caricaturista de prensa especializado en teatro y humorista gráfico español que desarrolló la mayor parte de su vida profesional en el diario ABC. Se calcula que hizo más de cien mil viñetas y caricaturas.

## Biografía
Contaba el propio Ugalde en una entrevista de 1955 que inició sus estudios de Bachillerato en el colegio de San Francisco Javier de Tudela y con trece años pasó al Instituto de Zaragoza y más tarde a Guadalajara, para hacer estudios preparatorios para el ingreso en una ingeniería. En aquella academia y a partir del curso de dibujo de paisaje comenzó a pintar sus primeros «monos». Compaginó su periodo militar como soldado de Intendencia en Zaragoza con estudios de Ciencias Químicas.
Sus primeros trabajos aparecieron en el El Noticiero de Zaragoza, ciudad de la que llegará a convertirse en cronista cotidiano durante la década de 1920. El estudio de Jesús Rubio Jiménez anota que "en agosto de 1925 pasó al Heraldo de Aragón, donde permaneció hasta enero de 1929, participando en diciembre de 1926 en el Primer Salón de Humoristas Aragoneses, con caricaturas de Luisa Membrives, Ramón Casas, Serafín Álvarez Quintero..." El propio Ugalde relataba en 1955 —haciendo gala de una frágil o caprichosa memoria— que fue hacia 1922, y por mediación del periodista y poeta «Mefisto», cuando comenzó a colaborar en el diario Heraldo de Aragón hasta 1927, año en que se trasladó a Madrid.
En la capital de España debutó en el diario ABC ilustrando el estreno de Rondalla, comedia de los Hermanos Quintero, con las caricaturas de Fernando Díaz de Mendoza, 'Marujita Guerrero', Emilio Thuiller y Rosario Pino. El propio Ugalde aseguraba en una entrevista para ABC (en 1955) que no llegó a coincidir en las publicaciones del Juan Ignacio Luca de Tena con el también caricaturista «Fresno», en los años que precedieron a la guerra civil española. En la misma entrevista decía que las actrices que más veces había caricaturizado fueron María Fernanda Ladrón de Guevara y Celia Gámez. Tras el conflicto armado, Ugalde continuó en ABC, dibujando en otras publicaciones como el semanario de espectáculos Dígame,la revista  Blanco y Negro, el diario deportivo Marca, y para la Agencia Logos.
En el capítulo personal, Ugalde se casó dos veces, primero con Soledad Domínguez, actriz cómica del Teatro Lara y, tras enviudar, con Isabel Martínez de Pedro, hija de un banquero a la que conoció en el café Castilla de la calle de las Infantas, en Madrid. No tuvo hijos con ninguna de las dos.

## Estilo
Ugalde, que se confesaba admirador de los estilos de Tovar, Bagaria y Sirio, concebía la caricatura como "captación de lo esencial", más allá de que el modelo tuviera defectos físicos patentes, y al margen de la exageración. Así lo explicaba en el Heraldo de Aragón un 26 de enero de 1956: "...cuando una caricatura se nos niega, acostumbramos a decir: perdone; pero usted no tiene caricatura; con lo que el interesado se queda tan contento. Y es que muchas veces las caricaturas se empeñan en no parecerse a los originales (...) No es bueno hacer que pose el caricaturizado, porque entonces estará violento, es mejor esperar a que se relaje y entonces memorizar su gesto y dibujar después".

## Reconocimientos
En 1951 se le concedió el premio Rodríguez Santamaría al mejor caricaturista
español del año, y en 1972 el premio extraordinario de Teatro de la Asociación de la Prensa. Fue declarado hijo predilecto de Tarazona, su villa natal, como a otros famosos turiasonenses del mundo del espectáculo (léase Raquel Meller o su contemporáneo Paco Martínez Soria).
Su legado familiar (1.206 caricaturas propias, ocho bocetos de otros artistas y una carpeta con recortes de prensa y fotografías) fue cedido en 2009 al Museo de Arte Contemporáneo, en Madrid.